# Zweden op de Olympische Jeugdwinterspelen 2012
Zweden was een van de landen die deelnam aan de Olympische Jeugdwinterspelen 2012 in Innsbruck, Oostenrijk.

## Medailleoverzicht
| Sport       | Olympiër                                                  | Onderdeel           | Medaille |
| ----------- | --------------------------------------------------------- | ------------------- | -------- |
| Alpineskiën | Magdalena Fjällström                                      | supercombinatie (v) | Goud     |
| IJshockey   | Olympisch jeugdteam                                       | meisjestoernooi     | Goud     |
| Alpineskiën | Fredrik Bauer                                             | super-g (m)         | Zilver   |
| Langlaufen  | Jonna Sundling                                            | sprint (v)          | Zilver   |
| Curling     | Johanna Heldin Amalia Rudström Jordan Wahlin Rasmus Wrana | gemengd team        | Brons    |

## Deelnemers en resultaten
(m) = mannen, (v) = vrouwen 

### Alpineskiën
| Olympiër             | Onderdeel           | Resultaat | Prestatie                        |
| -------------------- | ------------------- | --------- | -------------------------------- |
| Fredrik Bauer        | super g (m)         | Zilver    | 1.04,57 (+0,12)                  |
| Fredrik Bauer        | supercombinatie (m) | 6e        | 1.42,66 (+2,21) (1.04,08, 38,58) |
| Fredrik Bauer        | reuzenslalom (m)    | -         | - (-) (DNF, -)                   |
| Fredrik Bauer        | slalom (m)          | 11e       | 1.22,94 (+4,58) (42,85, 40,09)   |
|                      |                     |           |                                  |
| Magdalena Fjällström | super g (v)         | 6e        | 1.06,23 (+0,45)                  |
| Magdalena Fjällström | supercombinatie (v) | Goud      | 1.40,82 (-) (1.05,23, 35,59)     |
| Magdalena Fjällström | reuzenslalom (v)    | 5e        | 1.56,59 (+0,46) (57,14, 59,45)   |
| Magdalena Fjällström | slalom (v)          | -         | - (-) (DNF, -)                   |

### Biatlon
| Olympiër                                                   | Onderdeel                 | Resultaat | Prestatie                                                                                             |
| ---------------------------------------------------------- | ------------------------- | --------- | --- |
| Niklas Forsberg                                            | 7,5 km sprint (m)         | 29e       | 22.19,4 (+2.57,7) pen.: 5 (1+4)                                                                       |
| Niklas Forsberg                                            | 10 km achtervolging (m)   | 19e       | +3.35,2 pen.: 7 (2+1+2+2)                                                                             |
| Mattias Jonsson                                            | 7,5 km sprint (m)         | 33e       | 22.23,2 (+3.01,5) pen.: 3 (2+1)                                                                       |
| Mattias Jonsson                                            | 10 km achtervolging (m)   | 41e       | +7.49,1 pen.: 8 (2+2+2+2)                                                                             |
|                                                            |                           |           | |
| Linn Persson                                               | 6 km sprint (v)           | 19e       | 19.29,3 (+2.01,6) pen.: 1 (1+0)                                                                       |
| Linn Persson                                               | 7,5 km achtervolging (v)  | 19e       | +5.59,4 pen.:3 (0+1+2+0)                                                                              |
| Lotten Sjoden                                              | 6 km sprint (v)           | 4e        | 18.08,6 (+40,9) pen.: 1 (1+0)                                                                         |
| Lotten Sjoden                                              | 7,5 km achtervolging (v)  | 4e        | +2.04,3 pen.:3 (1+0+1+1)                                                                              |
| Linn Persson Lotten Sjoden Mattias Jonsson Niklas Forsberg | gemengde estafette        | 6e        | 1:16.02,9 (+4.56,1) (3+9 0+3) 17.08,9 (0+0 0+0) 17.25,5 (0+3 0+0) 21.18,9 (2+3 0+1) 20.09,6 (1+3 0+2) |
| Lotten Sjoden Jonna Sundling Niklas Forsberg Marcus Ruus   | biatlon/langlaufestafette | 6e        | 1:06.07,9 (0+9) 20.31,9 (0+2 0+3) 10.41,8 22.31,1 (0+2 0+2) 12.23,1                                   |

### Curling
| Olympiër                                                  | Onderdeel      | Resultaat   | Prestatie |
| --------------------------------------------------------- | -------------- | ----------- | --- |
| Johanna Heldin Amalia Rudstrom Jordan Wahlin Rasmus Wrana | gemengd team   | Brons       | Voorronde: rode groep 6-4 Groot-Brittannië 5-3 Rusland 5-7 Italië 7-5 Oostenrijk 6-5 Canada 6-4 Duitsland 5-4 Japan Kwartfinale 8-0 Noorwegen Halve finale 4-10 Zwitserland 3e/4e plaats 4-3 Canada |
|                                                           |                |             | |
| Jordan Wahlin + AUT Camilla Schnabel                      | dubbeltoernooi | 1/32 finale | 1/32F: 7-8 NOR Ina Roll Backe + CHN Wang Jin Bo |
| Rasmus Wrana + EST Kerli Zerki                            | dubbeltoernooi | 1/16 finale | 1/32F: 8-1 NOR Stine Haalien + RUS Aleksandr Korshunov 1/16F: 4-6 USA Taylor Anderson + GBR Dunzan Menzies                                                                                          |
| Johanna Heldin + NZL Luke Steele                          | dubbeltoernooi | 1/16 finale | 1/32F: 9-8 GBR Angharad Ward + NOR Markus Skogvold 1/16F: 3-10 RUS Marina Verenich + USA Korey Dropkin                                                                                              |
| Amalia Rudström + GER Kevin Lehmann                       | dubbeltoernooi | 1/32 finale | 1/32F: 3-9 KOR Kim Eunbi + NOR Martin Sesaker |

### Freestyleskiën
| Olympiër       | Onderdeel     | Resultaat | Prestatie |
| -------------- | ------------- | --------- | --------- |
| Axel Frost     | ski-cross (m) | 9e        | 58,59     |
|                |               |           |           |
| Malou Peterson | ski-cross (v) | 12e       | 1.10,15   |

### IJshockey
| Olympiër | Onderdeel       | Resultaat | Prestatie |
| --- | --------------- | --------- | --- |
| Emmy Alasalmi Kristin Andersson Matildah Andersson Lina Backlin Sara Besseling Johanna Eidensten Wilma Ekstrom Maria Fuhrberg Rebecca Hoglund Anna Johansson Anna Kjellbin Sabina Kuller Cajsa Lillback Amanda Lindberg Linn Peterson Jessica Wahlstrom Hjorth Malin Wang | meisjestoernooi | Goud      | Voorronde 11-0 Duitsland 17-0 Kazachstan 03-0 Oostenrijk 12-0 Slowakije Halve finale 11-0 Kazachstan Finale 03-0 Oostenrijk |

### Kunstrijden
| Olympiër                                                                            | Onderdeel           | Resultaat | Prestatie                                         |
| ----------------------------------------------------------------------------------- | ------------------- | --------- | ------------------------------------------------- |
| John-Olof Hallman                                                                   | solo (m)            | 13e       | 120.12 [kk: 40.50 (11), vk: 79.62 (13)]           |
|                                                                                     |                     |           |                                                   |
| Myrtel Saldeen Olofsson                                                             | solo (v)            | 14e       | 92.54 [kk: 33.57 (14), vk: 58.97 (14)]            |
|                                                                                     |                     |           |                                                   |
| Team 5 Myrtel Saldeen Olofsson FIN Tino Olenius RUS Anna Yanovskaya / Sergey Mozgov | gemengd landen team | 6e        | 13 pnt. (231.21) 02 (64.16) 03 (82.50) 08 (84.55) |

### Langlaufen
| Olympiër                                                 | Onderdeel                 | Resultaat | Prestatie                                                           |
| -------------------------------------------------------- | ------------------------- | --------- | ------------------------------------------------------------------- |
| Marcus Ruus                                              | 10 km klassiek (m)        | 10e       | 31.02,7 (+1.33,9)                                                   |
| Marcus Ruus                                              | sprint (m)                | 4e        | finale                                                              |
|                                                          |                           |           |                                                                     |
| Jonna Sundling                                           | 5 km klassiek (v)         | 9e        | 15.45,9 (+1.27,9)                                                   |
| Jonna Sundling                                           | sprint (v)                | Zilver    | finale                                                              |
|                                                          |                           |           |                                                                     |
| Lotten Sjoden Jonna Sundling Niklas Forsberg Marcus Ruus | biatlon/langlaufestafette | 6e        | 1:06.07,9 (0+9) 20.31,9 (0+2 0+3) 10.41,8 22.31,1 (0+2 0+2) 12.23,1 |

### Schaatsen
| Olympiër           | Onderdeel      | Resultaat | Prestatie         |
| ------------------ | -------------- | --------- | ----------------- |
| Nils van der Ploeg | 1500 m (m)     | 7e        | 2.02,84 (+ 8,64)  |
| Nils van der Ploeg | 3000 m (m)     | 5e        | 4.15,53 (+ 12,31) |
| Nils van der Ploeg | massastart (m) | 9e        | 7.14,66 (+ 4,43)  |

### Snowboarden
| Olympiër        | Onderdeel      | Resultaat | Prestatie                               |
| --------------- | -------------- | --------- | --------------------------------------- |
| Ludvig Billtoft | halfpipe (m)   | 26e       | Serie: 13e (38.00)                      |
| Ludvig Billtoft | slopestyle (m) | 12e       | Finale: 12e (55.50) Serie: 5e (73.75) Q |